# Torpedowce typu Komet
Torpedowce typu Komet – szwedzkie torpedowce z przełomu XIX i XX wieku. W latach 1895–1904 w stoczniach Schichau w Elblągu, Örlogsvarvet w Karlskronie, Finnboda Varv w Sztokholmie i Lindholmen w Göteborgu zbudowano 12 okrętów tego typu. Torpedowce weszły w skład Svenska marinen w latach 1896–1904. W 1921 roku wszystkie okręty zostały przeklasyfikowane na patrolowce, a z listy floty zostały skreślone w latach 1925–1947.

## Projekt i budowa
Torpedowce 1. klasy typu Komet były projektem niemieckiej stoczni Schichau w Elblągu . Prototypowy „Komet” został zbudowany w macierzystej stoczni Schichau w Elblągu, a pozostałych 11 okrętów powstało w krajowych stoczniach Örlogsvarvet w Karlskronie, Finnboda Varv w Sztokholmie i Lindholmen w Göteborgu . Stępki torpedowców położono w latach 1895–1903, a zwodowane zostały w latach 1896–1904 .
| Okręt           | Stocznia     | Położenie stępki | Wodowanie        | Wejście do służby | Los                                              |
| --------------- | ------------ | ---------------- | ---------------- | ----------------- | ------------------------------------------------ |
| „Komet” (V20)   | Schichau     | 1895             | 4 czerwca 1896   | 1896              | wycofany w 1925                                  |
| „Blixt” (V27)   | Örlogsvarvet | 1897             | 26 lipca 1898    | 1898              | wycofany 13 czerwca 1947                         |
| „Meteor” (V28)  | Örlogsvarvet | 1897             | 28 września 1898 | 1898              | wycofany 13 czerwca 1947                         |
| „Stjerna” (V29) | Örlogsvarvet | 1897             | 21 marca 1899    | 1899              | wycofany w 1937                                  |
| „Orkan” (V30)   | Örlogsvarvet | 1899             | 24 kwietnia 1900 | 1900              | wycofany 13 czerwca 1947                         |
| „Bris” (V31)    | Örlogsvarvet | 1899             | 5 maja 1900      | 1900              | wycofany w 1937, zatopiony jako okręt-cel w 1938 |
| „Vind” (V32)    | Örlogsvarvet | 1899             | 16 maja 1900     | 1900              | wycofany w 1937                                  |
| „Virgo” (V33)   | Örlogsvarvet | 1901             | 9 września 1902  | 1902              | wycofany 30 grudnia 1941                         |
| „Mira” (V34)    | Örlogsvarvet | 1901             | 26 kwietnia 1902 | 1902              | wycofany 17 grudnia 1943                         |
| „Orion” (V35)   | Finnboda     | 1902             | 5 września 1903  | 1903              | wycofany 13 czerwca 1947                         |
| „Sirius” (V36)  | Finnboda     | 1902             | 12 września 1903 | 1903              | wycofany 24 lipca 1942                           |
| „Kapella” (V37) | Lindholmen   | 1903             | 14 kwietnia 1904 | 1904              | wycofany w 1937                                  |

## Dane taktyczno–techniczne
Okręty były torpedowcami o długości całkowitej 39,8 metra (39 metrów na wodnicy), szerokości całkowitej 4,8 metra i zanurzeniu 2,5 metra . Wyporność normalna wynosiła 92 tony, a pełna 120 ton . Były napędzane przez pionową maszynę parową o mocy 1300 KM, do której parę dostarczał jeden kocioł . Maksymalna prędkość napędzanych jedną śrubą jednostek wynosiła 23 węzły  . Okręty zabierały zapas węgla wynoszący 17 ton .
Uzbrojenie artyleryjskie jednostek składało się z dwóch pojedynczych dział kalibru 37 mm K/39 M98 L/37 . Okręty wyposażone były w dwie pojedyncze wyrzutnie torped kalibru 381 mm: 11 torpedowców miało jedną stałą wyrzutnię na dziobie i jedną obracalną na pokładzie, a „Mira” wyposażona była w dwie obracalne wyrzutnie umieszczone na pokładzie .
Załoga pojedynczego okrętu składała się z 18 oficerów, podoficerów i marynarzy .

## Służba
Torpedowce typu Komet zostały wcielone do służby w Svenska marinen w latach 1896–1904 . W 1921 roku wszystkie okręty zostały przeklasyfikowane na patrolowce, w związku z czym zdemontowano z nich wyrzutnie torpedowe i wyposażono w trały mechaniczne . Jednostki straciły wówczas nazwy i pływały pod oznaczeniem Vedettbåt n:r 20 i Vedettbåt n:r 27–37 . Jako pierwszy w 1925 roku ze służby został wycofany „Komet”, w 1937 roku skreślono z listy floty cztery jednostki, a pozostałe siedem zakończyło służbę w latach 40. XX wieku.